# 三百六十行
三百六十行是指各行各业的行当，也就是社会的工种。

## 名字由來
“三百六十行”這名詞始于明朝嘉靖年间，文学家田汝成《西湖游览志余》一书，作者用“三百六十行”来表示明代的各行各业比宋代时多。在这之前，中國人也习惯用“三十六”这个数来表示很多之意。而清末徐珂撰写的《清稗类钞·农商类》里面说：“三十六行者，种种职业也。反其分工而约计之，日三十六行；倍之，则为七十二行；十之，则为三百六十行，皆就成数而言。”依照这样的看法，三百六十行只是广意指各行各业的统称，是一个虚数而不是个实数。 
另外一种说法，认为农历一年有三百六十天，每天学一行或者干一行的話，整年就能学成或者干成三百六十行。或者说，一个人至多也仅可从学或干成三百六十行。另有的认为圆周共计三百六十度，这些是西亚两河流域人发现的，从古至今世界通用。“三百六十”从时间上跟空间上来看，全是整数。“三百六十行”有天下全部行业的含意，上下左右和古往今来的行业全都包括进去。此种说法是有一定的道理。

## 類別
農業行，作坊行，商店行，飲食行，瓜果行，小菜行，攤販行，花鳥行，修補行，娛樂行，文化行，服務行，醫藥行，交通行，員工行，苦力行，巫術行，乞討行，煙賭娼行，騙搶行。

## 實際行業（未完全）
1. 耕田
2. 鋤草
3. 腳踏車水
4. 手推車水
5. 牛拉車水
6. 割稻
7. 板網捕魚
8. 鸕鶿捕魚
9. 鋼叉叉魚
10. 牧牛
11. 養鴨
12. 叉青蛙
13. 捉棉花
14. 紮棉花
15. 採桑葉
16. 剝蠶繭
17. 紡紗
18. 殺豬
19. 狩獵
20. 樁米
21. 磨墨
22. 繡花
23. 成衣舖
24. 湖絲阿姐
25. 糊宮扇
26. 燈籠坊
27. 草蓆坊
28. 竹窗坊
29. 竹編坊
30. 草鞋坊
31. 刀刺手腕
32. 养猪

## 未確定的行業
- 賣老鼠藥
- 野雞
- 作坊行之中還有“刻瓷器”
- “絞面”，北京稱為“開臉”。清代有專門給老太太梳頭的行當，上海人稱為“梳頭娘姨”，她們是為新娘子絞面的合適人選。
- 賣雞毛撣帚

## 参看
- 中国老行业
- 三十六行